# Upoutávka (Městečko South Park)
Upoutávka (v anglickém originále The New Terrance and Phillip Movie Trailer) je pátý díl šesté řady amjerického animovaného televizního seriálu Městečko South Park. Premiéru měl 3. dubna 2002 na americké televizní stanici Comedy Central.

## Děj
V televizi se má v noci objevit upoutávka na nový film s Terrancem a Phillipem pod názvem Terrance a Phillip: Ohnivé prdele 2 a nic jim v tom nesmí zabránit. I když koukají na pořad Rvačky po světě, který moderuje herec Russel Crowe. K tomu všemu se rozbije televize a kluci jsou nuceni jít koukat se ke Kylovi.